# Filtta de Barranquilla
Filtta de Barranquilla fue un equipo de béisbol de la Liga Colombiana de Béisbol Profesional con sede en la ciudad de Barranquilla. Participando en la temporada inaugural de la Liga en 1948, obtuvo dos títulos y un subcampeonato en cinco temporadas hasta 1952.
Siendo uno de los primeros equipos de Béisbol en Barranquilla junto al Armco finalizó su primera participación como segundo en el torneo, obtendría su primer título al año siguiente en la temporada 1949 ganado 20 de los 26 juegos disputados, en su tercera temporada finalizó tercero a tres victorias del campeón, en 1951 repitió título siendo el segundo y último en su historia con 18 victorias en 30 juegos. En su última temporada en 1952 abandonó el torneo con 10 victorias en 29 juegos faltando 14 enfrentamientos para finalizar la temporada.

## Jugadores destacados
- Luis Báez: 
  - Mejor porcentaje de Bateo 1948 (.361) y 1949 (.351)
  - Líder en Hits 1948 (26) y 1949 (39)
  - Líder Carreras anotadas 1948 (18) y 1950 (27)
  - Líder en Homeruns 1948 (3)
  - Líder de Bases robadas 1948 (11) y 1949 (12)
- Diomedes Olivo más ponches 1948 (31) y 1949 (52)
- José St. Clair:
  - Mejor porcentaje de Bateo 1950 (.369)
  - Líder en Homeruns 1950 (8)
- Wilfrido Salas:
  - Mejor efectividad 1950 (1.32)
  - Más ponches 1950 (39)
- Francisco Salfran más Hits 1951 (42)
- Chiflam Clark más Homeruns 1951 (6)
- Jhonatan Robinson:
  - Más juegos ganados 1951 (7-1)
  - Más ponches 1951 (45)

## Palmarés
- Campeón: (2) 1949 y 1952
- Subcampeón: (1) 1948